# Аарон Шок
Аарон Джон Шок (англ. Aaron Jon Schock; нар. 28 травня 1981, Морріс, Міннесота) — американський політик-республіканець. Він представляє 18-й округ штату Іллінойс у Палаті представників США з 2009 року.
Шок народився у сім'ї лікаря. У віці п'яти років переїхав до Піорії, Іллінойс. Закінчивши школу, він отримав ступінь бакалавра наук у 2002 році в Університеті Бредлі.
Його політична кар'єра почалася як члена освітньої ради Піорії. У віці 23 років він став наймолодшим на той момент членом Палати представників штату Іллінойс, де працював з 2005 по 2009.